# Hilmahuistermolen
De Hilmahuistermolen of kortweg de Hilmahuister is een poldermolen ten zuiden van het dorp Visvliet in de provincie Groningen, vrijwel op de grens met Friesland.
De molen werd in 1868 gebouwd en staat pal ten noorden van de spoorlijn Groningen-Leeuwarden en ten zuiden van de Lauwers. De molen deed nog tot voor enkele jaren terug dienst als gemaal, nadat de dieselmotor uit de molen is gehaald kan de molen alleen nog op vrijwillige basis de Hilmahuisterpolder bemalen. Een vrijwillig molenaar zet de molen geregeld in werking. De molen was lange tijd eigendom van de Molenstichting Westerkwartier, thans Stichting De Groninger Poldermolens. Het wiekenkruis is voorzien van het zelfzwichtingsysteem.

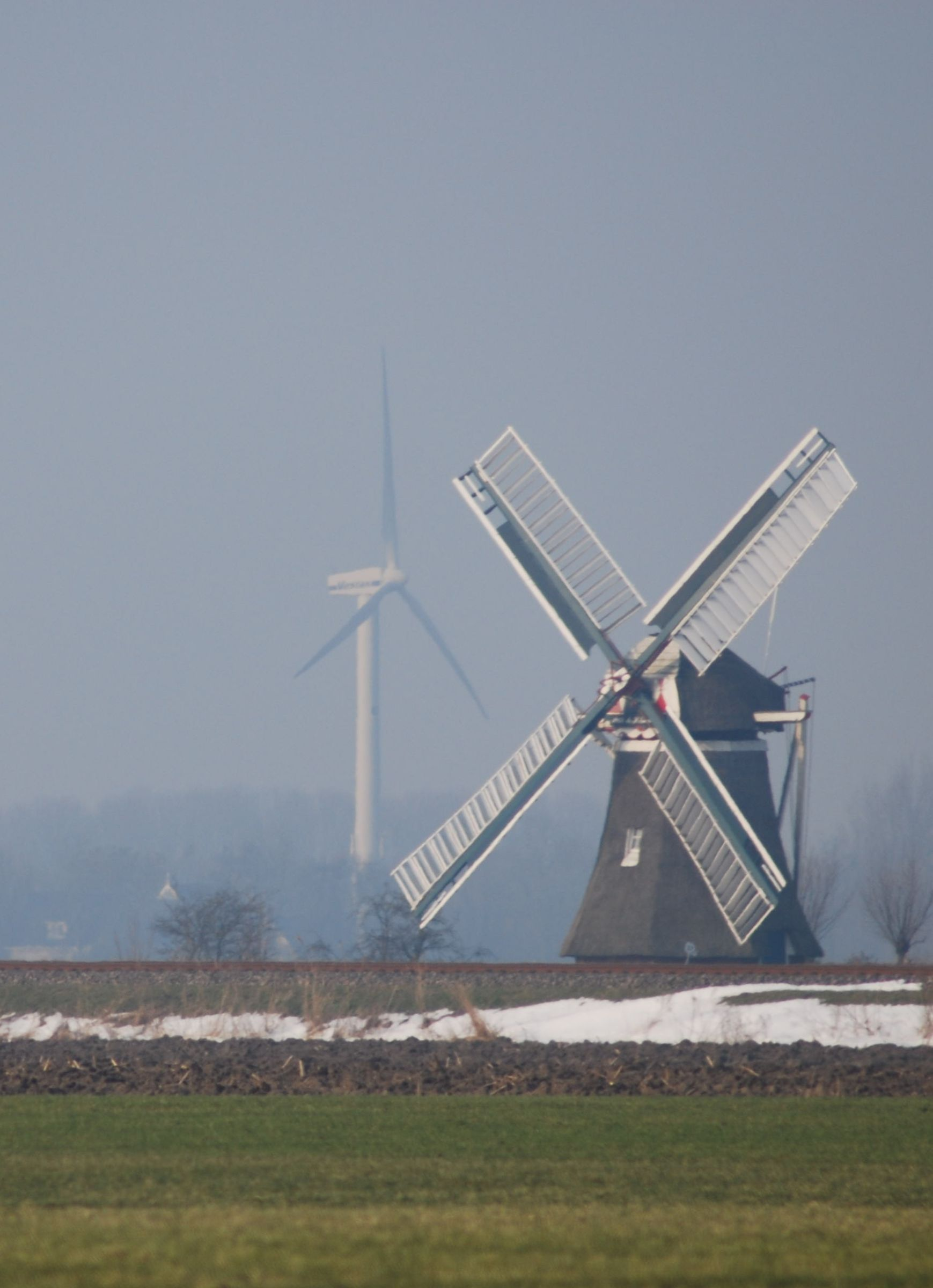
De Hilmahuistermolen gezien vanaf de zuidoostzijde.
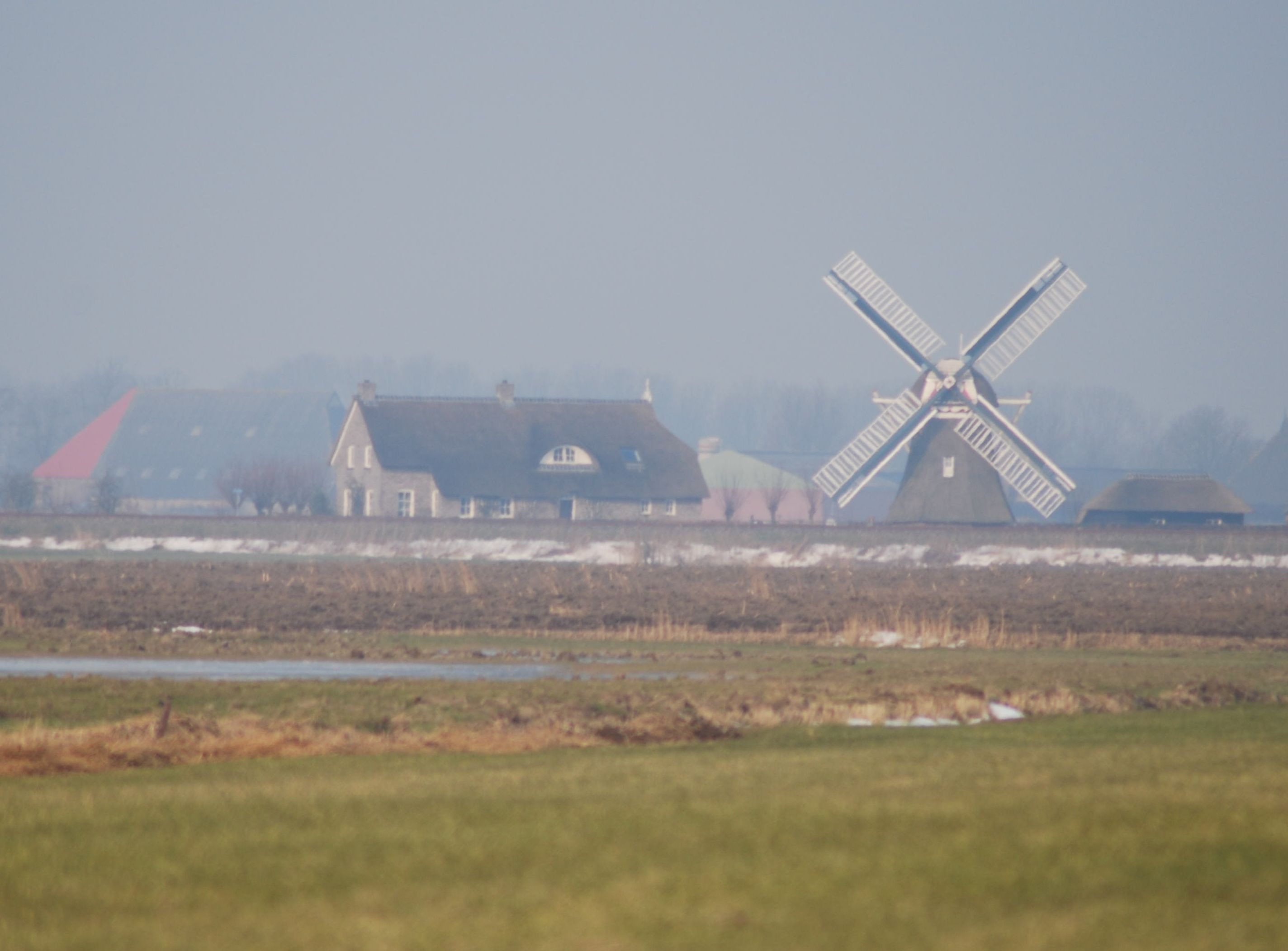
De Hilmahuistermolen gezien vanaf de zuidzijde.